# 宮本太郎 (日本共産党中央委員)
宮本太郎（みやもと たろう、1910年-2008年）は、日本のジャーナリスト、政治運動家、日本共産党中央委員。文芸評論家の宮本阿伎は娘。
なお、政治学者の宮本太郎（宮本顕治の息子）は、同姓同名の別人である。

## 経歴
1910年東京生まれ。水戸高等学校 (旧制)に進んだが、日本共産青年同盟にかかわるなど左翼運動をしたため、退学させられる。
二六新報記者を経て、1935年に読売新聞社に入社、社会部に配属。軍国美談の記事も書いた。戦争末期に九州総局長。
戦後、政経部次長。戦争中に自分の書いた記事を悔やみ、新聞社の戦争責任をめぐり発生した読売争議では組合幹部として活躍。1945年日本共産党に入党、同党読売細胞を結成。
読売新聞社退社後、日本共産党の全国オルグとしての任務を終えたのち、1947年中に同党機関紙「赤旗」編集局入り。「赤旗」編集幹部として、1950年に公職追放（レッドパージ）となる。その後、日本共産党中央委員、広報部長、在ハノイ日本共産党代表などを歴任。のち同党名誉中央委員。
1994年8月、著書『回想の読売争議――あるジャーナリストの人生』（新日本出版社）を出版、戦争中の記者活動について自己批判している。